# Комісія з регулювання азартних ігор та лотерей України
Комісія з регулювання азартних ігор та лотерей (КРАІЛ), також UGLC — український державний регулятор, що займався ліцензуванням та регулюванням азартних ігор в Україні. Комісію створено 23 вересня 2020 року, офіс розташовано в Києві на вул. Грінченка, 3.

## Історія
14 липня 2020 року Верховна Рада України прийняла закон «Про державне регулювання діяльності з організації та проведення азартних ігор» (Закон № 768-IX), що передбачав створення комісії з регулювання. Розробкою законопроєкту займався Борис Баум, колишній топменеджер російської компанії VS Energy і мережі готелів Premier. КРАІЛ займається ліцензуванням 5 видів азартних ігор: наземні казино, онлайн-казино, букмекери офлайн та онлайн, зали гральних автоматів, онлайн-покер та лотереї.
11 серпня 2020 року в Україні було легалізовано 11 видів азартних ігор. Закон дозволив проведення всіх видів азартних ігор, за винятком лотерей, не описаних у законі, прийнятому в червні 2009-го.
Першим керівником Комісії 22 жовтня 2020 року терміном на 4 роки призначено українського військовика, ветерана АТО та капітана національної команди України на Іграх нескорених Івана Рудого. Також було оголошено набір на 230 посад працівників комісії та шести регіональних директорів.
24 лютого 2021 року Іван Рудий, як представник комісії, мав бути ключовим спікером на Ukrainian Gaming Week, що присвячена регулюванню та організації азартних ігор в Україні.

### Результати діяльності
У березні 2021 року комісія видала першу ліцензію компанії на відкриття залів гральних автоматів.
2 березня 2021 року комісія видала Parimatch першу в Україні ліцензію на організацію букмекерської діяльності.
У травні 2021 року комісія надала ліцензію для оператора, що відкрив залу гральних автоматів у Києві.
У березні 2022 комісія видала ліцензію українській філії російської компанії 1xBet на роботу в Україні.
5 квітня 2024 року Комітет Верховної ради України з питань фінансів, податкової та митної політики схвалив законопроєкт № 9256-д про ліквідацію Комісії та посилення контролю за гральним бізнесом. Комісія з лютого 2021 року до квітня 2024 видала 23 ліцензії, 7 із них було анульовано.

## Розслідування
22 серпня 2021 року САП і НАБУ викрили в.о. керівника Комісії Євгена Гетьмана на спробі отримання хабаря у $90 тис.
30 березня 2022 року видано ліцензію російській компанії 1xBet, а з листопада Комісія почала перевірку всіх операторів азартних ігор, що офіційно працюють в Україні, щодо їхніх зв'язків із РФ.
У січні 2024 року НАЗК виявило у діях голови комісії Івана Рудого ознаки корупції. За даними слідства, Рудий помстився керівниці апарату КРАІЛ, через що виніс на розгляд і проголосував за дисциплінарне провадження і відсторонення її від посади.
18 грудня 2024 року ДБР затримали Рудого за підозрами у пособництві державі-агресору та незаконному зберіганні наркотиків у великих розмірах без мети збуту (ст. 111-2 та ст. 309 ККУ). Під час обшуків у нього виявили значну кількість кокаїну. Суд взяв Рудого під варту до 4 лютого 2025 року без можливості застави. 10 січня 2025 року правоохоронці затримали номінального власника казино PIN-UP Ігоря Зотька за підозрами у відмиванні російських грошей.
15 січня 2025 року ДБР затримало члена Комісії за підозрами у підтримці онлайн-казино, що займалось відмиванням російських грошей в Україні. Особі оголосили підозру у пособництві Росії (ст. 111-2 КК України)..

### Ліквідація
4 грудня 2024 року Верховна Рада України ухвалила в другому читанні та в цілому законопроєкт № 9256-д щодо посилення контролю на гральному ринку та ліквідації КРАІЛ. 

## Склад
- Іван Рудий (нар. 1988) — ветеран АТО, капітан збірної України на «Іграх нескорених»;
- Олена Водолажко (нар. 5 липня 1980) — раніше працювала в ДТЕК, що належить українському олігарху Рінату Ахметову, адвокат, член асоціації юристів України;
- Олексій Ботезат;
- Христина Дутка-Гефко;
- Тетяна Кірієнко[33];
- Яхній Євген Миколайович[34].

### Колишні
- Євген Гетьман (нар. 31 грудня 1982) — колишній заступник гендиректора «УкрДО Радон»[35]. Звільнений 2 грудня 2021[36], того ж року Гетьмана було викрито на вимаганні та отриманні хабаря на $90 тис. за допомогу в наданні дозволів і ліцензій у сфері грального бізнесу[37], у січні 2023 року він утік з України до Швейцарії[38].